# Rieke Dieckmann
Rieke Dieckmann (Bissendorf, 16 agosto 1996) è una calciatrice tedesca, centrocampista del Werder Brema.

## Carriera

### Nazionale
Grazie alle presenze per la Niedersächsischer Fußballverband, l'Associazione calcistica della Bassa Sassonia, in varie coppe nazionali, Dieckmann si è trovata spazio per le selezioni giovanili della Federcalcio tedesca (DFB). 
Convocata inizialmente con la formazione Under-17 in occasione delle qualificazioni all'edizione 2013 dell'Europeo di categoria, fa il suo debutto il 29 ottobre 2012 nell'incontro terminato 1-1 con le pari età della Grecia rilevando Becker al 41' e siglando anche la sua prima rete in nazionale un minuto più tardi recuperando lo svantaggio tedesco.
Nel settembre 2013 ha esordito con la Under-19, con la quale ha mancato la qualificazione all'Europeo di Norvegia 2014. Sempre nel 2014, è stata la seconda giocatrice più giovane della squadra tedesca Under-20 per il Mondiale di Canada 2014, partendo titolare in tutte e sei le partite del torneo e diventando campionessa del mondo dopo aver battuto la Nigeria  in finale.
L'anno seguente ha partecipato, con l'Under-19, all'Europeo di Israele 2015, raggiongendo le semifinali, dove ha perso ai rigori contro le campionesse in carica della Svezia. Raggiungendo le semifinali, la squadra si è qualificata per il Mondiale Under-20 di Papua Nuova Guinea 2016. Inizialmente Dieckmann era tra le giocatrici convocate con la squadra tedesca, ma poco prima della prima partita del girone ha subito un infortunio al piede che l'ha costretta a rinunciare al torneo.

## Statistiche

### Presenze e reti nei club
Statistiche aggiornate al 9 settembre 2023.
| Stagione               | Squadra                | Campionato             | Campionato | Campionato | Coppe nazionali | Coppe nazionali | Coppe nazionali | Coppe internazionali | Coppe internazionali | Coppe internazionali | Altre coppe | Altre coppe | Altre coppe | Totale | Totale |
| Stagione               | Squadra                | Comp                   | Pres       | Reti       | Comp            | Pres            | Reti            | Comp                 | Pres                 | Reti                 | Comp        | Pres        | Reti        | Pres   | Reti   |
| ---------------------- | ---------------------- | ---------------------- | ---------- | ---------- | --------------- | --------------- | --------------- | -------------------- | -------------------- | -------------------- | ----------- | ----------- | ----------- | ------ | ------ |
| 2012-2013              | Meppen                 | 2BL                    | 19         | 3          | CG              | 3               | 1               |                      | -                    | -                    |             | -           | -           | 2      | 0      |
| 2013-2014              | Meppen                 | 2BL                    | 21         | 4          | CG              | 3               | 1               |                      | -                    | -                    |             | -           | -           | 28     | 8      |
| 2014-2015              | Meppen                 | 2BL                    | 15         | 5          | CG              | 0               | 0               |                      | -                    | -                    |             | -           | -           | 19     | 1      |
| 2015-2016              | Meppen                 | 2BL                    | 22         | 8          | CG              | 3               | 0               |                      | -                    | -                    |             | -           | -           | 3      | 0      |
| Totale Meppen          | Totale Meppen          | Totale Meppen          | 77         | 20         |                 | 9               | 2               |                      | -                    | -                    |             | -           | -           | 86     | 22     |
| 2016-2017              | Bayer Leverkusen       | BL                     | 13         | 0          | CG              | 4               | 0               | -                    | -                    | -                    |             | -           | -           | 17     | 0      |
| 2017-2018              | MSV Duisburg           | BL                     | 21         | 0          | CG              | 3               | 1               | -                    | -                    | -                    |             | -           | -           | 24     | 1      |
| 2018-2019              | Turbine Potsdam        | BL                     | 21         | 4          | CG              | 3               | 0               | -                    | -                    | -                    |             | -           | -           | 24     | 4      |
| 2019-2020              | Turbine Potsdam        | BL                     | 14         | 0          | CG              | 1               | 0               | -                    | -                    | -                    |             | -           | -           | 15     | 0      |
| 2020-2021              | Turbine Potsdam        | BL                     | 3          | 0          | CG              | 1               | 0               | -                    | -                    | -                    |             | -           | -           | 4      | 0      |
| Totale Turbine Potsdam | Totale Turbine Potsdam | Totale Turbine Potsdam | 38         | 4          |                 | 5               | 0               |                      | -                    | -                    |             | -           | -           | 43     | 4      |
| 2020-2021              | Twente                 | ED                     | 10         | 2          | C0              | 2               | 1               | -                    | -                    | -                    | EC          | 3           | 0           | 15     | 1      |
| 2021-2022              | Werder Brema           | BL                     | 19         | 0          | CG              | 2               | 0               | -                    | -                    | -                    |             | -           | -           | 21     | 0      |
| 2022-2023              | Werder Brema           | BL                     | 19         | 1          | CG              | 2               | 0               |                      | -                    | -                    |             | -           | -           | 21     | 1      |
| 2023-2024              | Werder Brema           | BL                     | -          | -          | CG              | 1               | 0               |                      | -                    | -                    |             | -           | -           | 1      | 0      |
| Totale Werder Brema    | Totale Werder Brema    | Totale Werder Brema    | 38         | 1          |                 | 5               | 0               |                      | -                    | -                    |             | -           | -           | 43     | 1      |
| Totale carriera        | Totale carriera        | Totale carriera        | 197        | 27         |                 | 28              | 4               |                      | -                    | -                    |             | 3           | 0           | 228    | 31     |

## Palmarès

### Club
- Campionato olandese: 1

Twente: 2020-2021

### Nazionale
- Campionato mondiale under 20: 1

Campione: 2014